# Le Tourneur

Le Tourneur este o comună în departamentul Calvados, Franța. În 1 ianuarie 2018 avea o populație de 642 de locuitori.